# Francisco Clavet
Francisco Clavet (Aranjuez, 24 ottobre 1968) è un allenatore di tennis ed ex tennista spagnolo.

## Carriera

### Giocatore
Ottenne il suo best ranking in singolare il 13 luglio 1992 con la 18ª posizione; mentre nel doppio divenne, il 1º gennaio 1990, l'89º del ranking ATP.
Nel corso della sua carriera, in singolare, ha conquistato la vittoria finale in otto tornei del circuito ATP, tutti su terra battuta ad eccezione del Tennis Channel Open di Scottsdale. In altre sette occasioni ha raggiunto la finale uscendone però sempre sconfitto.
Ha fatto parte della squadra spagnola di Coppa Davis in due occasioni nel 1999 e nel 2000 con un record di tre vittorie e nessuna sconfitta.

### Allenatore
Dopo il suo ritiro dall'attività agonistica, avvenuta nel 2003, ha intrapreso la carriera di allenatore collaborando con Thomaz Bellucci, Feliciano López, Alejandro Falla e Santiago Giraldo. In atto (aprile 2024) è il coach del tennista russo Karen Khachanov.

## Statistiche

### Singolare

#### Vittorie (8)
| Legenda                |
| Grande Slam (0)        |
| Tennis Masters Cup (0) |
| ATP Masters Series (0) |
| ATP Tour (8)           |

| Numero | Data              | Torneo                                        | Superficie  | Sfidante in finale | Punteggio     |
| 1.     | 23 luglio 1990    | Dutch Open, Hilversum                         | Terra rossa | Eduardo Masso      | 6–3, 6–4      |
| 2.     | 25 settembre 1995 | Campionati Internazionali di Sicilia, Palermo | Terra rossa | Jordi Burillo      | 6–7, 6–3, 7–6 |
| 3.     | 30 luglio 1996    | Dutch Open, Amsterdam                         | Terra rossa | Younes El Aynaoui  | 7–5, 6–1, 6–4 |
| 4.     | 20 ottobre 1997   | Abierto Mexicano Telcel, Città del Messico    | Terra rossa | Juan Albert Viloca | 6–4, 7–6      |
| 5.     | 27 ottobre 1997   | Bancolombia Open, Bogotà                      | Terra rossa | Nicolás Lapentti   | 6–3, 6–3      |
| 6.     | 14 settembre 1998 | Romanian Open, Bucarest                       | Terra rossa | Arnaud Di Pasquale | 6–2, 4–6, 7–5 |
| 7.     | 9 novembre 1998   | Movistar Open, Santiago del Cile              | Terra rossa | Younes El Aynaoui  | 6–2, 6–4      |
| 8.     | 5 marzo 2001      | Tennis Channel Open, Scottsdale               | Cemento     | Magnus Norman      | 6–4, 6–2      |

| Legenda tornei minori |
| Challenger (2)        |
| Futures (0)           |

| Numero | Data           | Torneo                                 | Superficie  | Sfidante in finale | Punteggio     |
| 1.     | 18 luglio 1994 | Siemens Open 1994, Scheveningen        | Terra rossa | Karol Kučera       | 3–6, 7–5, 6–2 |
| 2.     | 15 agosto 1994 | s Tennis Masters Challenger 1994, Graz | Terra rossa | Gilbert Schaller   | 6–2, 2–6, 6–4 |

#### Sconfitte in finale (7)
| Numero | Data            | Torneo                                             | Superficie  | Sfidante in finale  | Punteggio     |
| 1.     | 6 luglio 1992   | Allianz Suisse Open Gstaad, Gstaad                 | Terra rossa | Sergi Bruguera      | 1–6, 4–6      |
| 2.     | 27 luglio 1992  | Internazionali di Tennis di San Marino, San Marino | Terra rossa | Karel Nováček       | 5–7, 2–6      |
| 3.     | 24 ottobre 1994 | Movistar Open, Santiago del Cile                   | Terra rossa | Alberto Berasategui | 3–6, 4–6      |
| 4.     | 31 ottobre 1994 | ATP Montevideo, Montevideo                         | Terra rossa | Alberto Berasategui | 4–6, 0–6      |
| 5.     | 7 aprile 1997   | Estoril Open, Estoril (1)                          | Terra rossa | Àlex Corretja       | 3–6, 5–7      |
| 6.     | 10 aprile 2000  | Estoril Open, Estoril (2)                          | Terra rossa | Carlos Moyá         | 3–6, 2–6      |
| 7.     | 8 gennaio 2001  | Heineken Open, Auckland                            | Cemento     | Dominik Hrbatý      | 4–6, 6–2, 3–6 |

### Doppio

#### Vittorie (0)
| Legenda tornei minori |
| Challenger (2)        |
| Futures (0)           |

| Numero | Data           | Torneo                             | Superficie  | Compagno           | Avversari in Finale                    | Punteggio |
| 1.     | 28 agosto 1989 | Verona Challenger 1989, Verona     | Terra rossa | José Manuel Clavet | Corrado Aprili Bruce Derlin            | 7–5, 6–4  |
| 2.     | 5 agosto 1991  | Open Castilla y León 1991, Segovia | Cemento     | Javier Sánchez     | Juan Carlos Báguena José Manuel Clavet | 7–6, 6–2  |

#### Sconfitte in finale (4)
| Numero | Data              | Torneo                                         | Superficie  | Compagno          | Avversari in Finale               | Punteggio |
| 1.     | 11 settembre 1989 | Madrid Tennis Grand Prix, Madrid               | Terra rossa | Tomáš Šmíd        | Tomás Carbonell Carlos Costa      | 5–7, 3–6  |
| 2.     | 30 luglio 1990    | Interwetten Austrian Open Kitzbühel, Kitzbühel | Terra rossa | Horst Skoff       | Javier Sánchez Éric Winogradsky   | 6–7, 2–6  |
| 3.     | 22 luglio 1991    | Dutch Open, Hilversum                          | Terra rossa | Magnus Gustafsson | Richard Krajicek Jan Siemerink    | 5–7, 4–6  |
| 4.     | 27 aprile 1992    | Madrid Tennis Grand Prix, Madrid               | Terra rossa | Carlos Costa      | Patrick Galbraith Patrick McEnroe | 3–6, 2–6  |